# Badara Sène
Badara Sène (Dakar, 19 novembre 1984) è un ex calciatore senegalese, di ruolo centrocampista.

## Palmarès

### Competizioni nazionali
- Coppa di Francia: 2

Sochaux: 2006-2007
Guingamp: 2008-2009